# Tragöß
Tragöß település Ausztriában, Graz közelében, Stájerországban. A településen található a Grüner See (Zöld-tó), amely minden ősszel majdnem teljesen kiszárad. Vizét  a tavaszi hóolvadás pótolja, amely elönt egy mélyedésben fekvő rétet, amely a víz zöld színét adja. A tó kristálytiszta vizében a meder alján fekvő sziklák is látszanak.

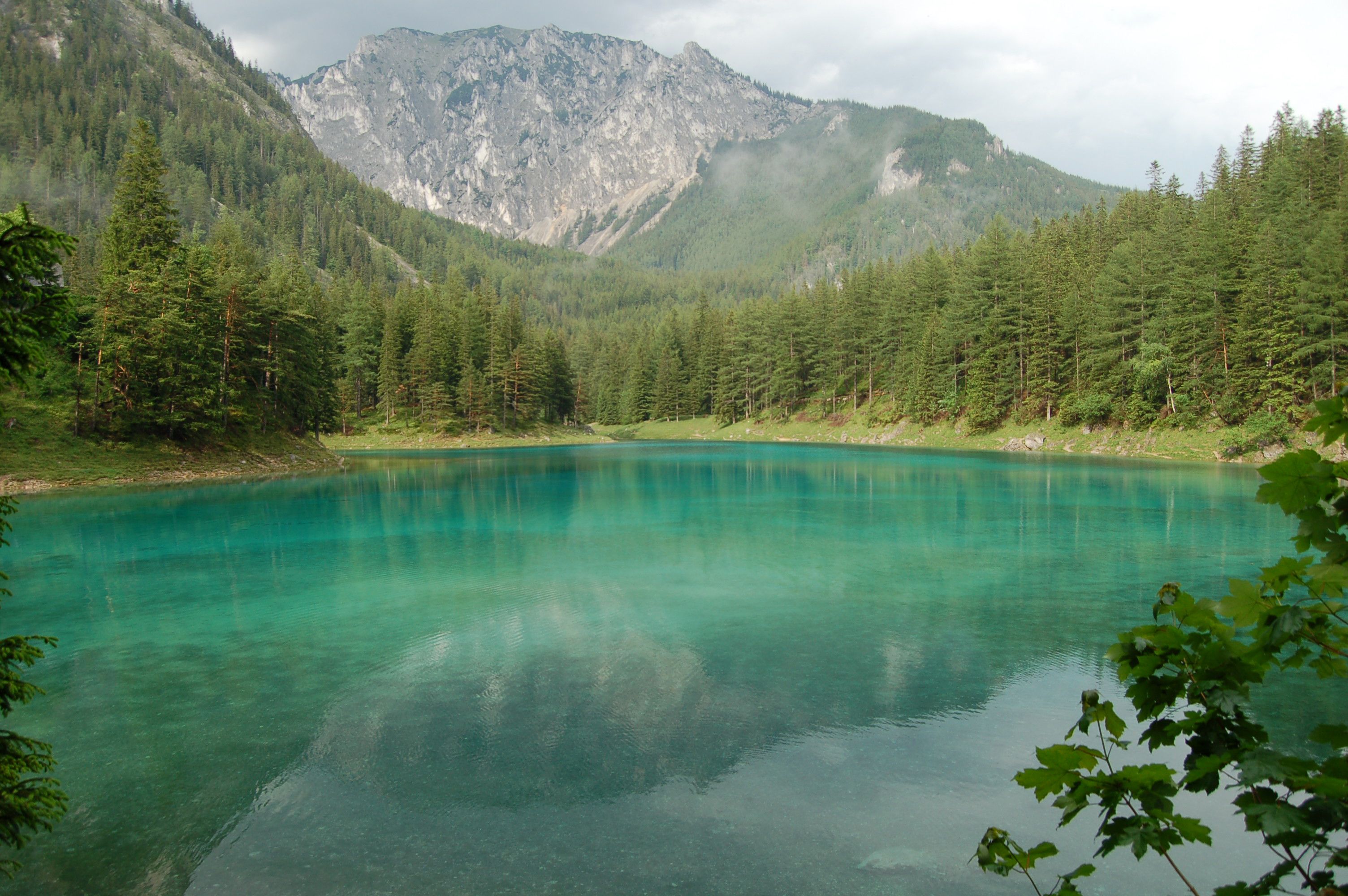
A Zöld-tó a Maßnerin heggyel a háttérben

## Történelem
Valószínűsíthető, hogy annak idején Kelták lakták e vidéket. Az ezt követő évszázadokban a nyugat-európai birodalmak összeomlottak és nagyfokú népvándorlás indult be, amelynek nyomán a 6. századra szlávok lakóhelye lett Tragöß, akik nem csak a folyóvölgyekben telepedtek le, hanem a meredekebb hegyoldalakon is. Őket a Bajorok és a Frankok követték a 9. században, akik a jó minőségű termőtalaj miatt telepedtek itt le.
Az első írásos emlék 1023. május 16-án kelt, amikor II. Henrik német-római császár földeket ajándékozott a Göss-i apátságnak.

## Fordítás
Ez a szócikk részben vagy egészben  a   Tragöß című angol Wikipédia-szócikk ezen változatának fordításán alapul.  Az eredeti cikk szerkesztőit annak laptörténete sorolja fel. Ez a jelzés csupán a megfogalmazás eredetét és a szerzői jogokat jelzi, nem szolgál a cikkben szereplő információk forrásmegjelöléseként.